# The Shining Hour
 The Shining Hour és una pel·lícula estatunidenca dirigida per Frank Borzage adaptació d'una obra teatral de Keith Winter, estrenada el 1938 i protagonitzada per Joan Crawford i Margaret Sullavan. La resta del repartiment el formaven Robert Jove, Melvyn Douglas, Fay Bainter i Hattie McDaniel.
Segons les dades de la MGM la pel·lícula va guanyar 942.000 dòlars als EUA i Canadà i 425.000 a la resta del món, resultant unes pèrdues de 137.000$.

## Argument
Olivia, ballarina de night-club cansada de la seva vida agitada, es casa amb un home de societat, més per canviar de vida que per amor. Quan es canvien de casa a la gran granja familiar, la situació es complica amb la seva família política. La germana del seu marit li fa sentir el seu ressentiment mentre que el germà, casat amb un amor de joventut, s'apassiona per la bonica ballarina…

## Repartiment
- Joan Crawford: Olivia Riley Linden
- Melvyn Douglas: Henry Linden
- Robert Young: David Linden
- Margaret Sullavan: Judy Linden
- Fay Bainter: Hannah Linden
- Allyn Joslyn: Roger Q. Franklin
- Hattie McDaniel: Belvedere
- Oscar O'Shea: Charlie Collins
- Frank Albertson: Benny Collins
- Harry Barris: Bertie

Actors que no surten als crèdits:
- Jimmy Conlin: L'home afaitant-se a l'avió
- Grace Hayle: Mrs. Briggs
- Frank Puglia: Maurice, l'amo de l'hotel